# Альпиева, Лейла Турсынбековна
Лейла Турсынбековна Альпиева (каз. Ләйлә Тұрсынбекқызы Әлпиева; 20 сентября 1974; Алма-Ата, КазССР, СССР) — казахская артистка балета. Солистка (1995—1996), прима-балерина (2000—2009) Казахского государственного академического театра оперы и балета имени Абая. Заслуженная артистка Республики Казахстан (1998), лауреат независимой премии «Тарлан» (2000).

## Биография
Родился 20 сентября 1974 года в Алма-Ате.
В 1992 году окончила Алма-Атинское хореографическое училище по классу Р. Унгаровой. В 1998 году Государственный театрально-художественный институт им. Т. Жургенова по специальности «Режиссура хореографии», мастерская Булата Аюханова.
С 1992 по 1994 год — солистка Государственного академического театра классического танца.
С 1996 по 1997 и 1999 и 2000 год — солистка Национального театра оперы и балета Словакии (Братислава).
С 2000 по 2009 год — прима-балерина Казахского государственного академического театра оперы и балета имени Абая.
В настоящее время проживает в Гонконге.

## Репертуар

### Казахский театр оперы и балета имени Абая
- Китри, «Дон Кихот» Л. Минкуса
- Пахита, «Пахита» Л. Минкуса
- Гульнара, Медора, «Корсар» А. Адан
- Жизель, «Жизель» А. Адан
- Сильфида, «Сильфида» Х. Левенсхольд
- Ширин, «Легенда о любви» Арифа Меликова
- Мария, «Бахчисарайский фонтан» Б. Асафьева
- Эгина, «Спартак» А. Хачатуряна
- Одетта—Одиллия, «Лебединое озеро» П. Чайковского
- Аврора, «Спящая красавица» П. Чайковского
- Маша, «Щелкунчик» П. Чайковского
- Вакханка, «Вальпургиева ночь» Ш. Гуно и др.

## Награды и звания
- 1994 — дипломант конкурса имени Майи Плисецкой в Санкт-Петербурге.
- 1996 — Лауреат международного конкурса в Варне, международного конкурса в Будапеште им. Рудольфа Нуриева.
- 1998 — Заслуженная артистка Республики Казахстан — за большие заслуги в развитии казахского хореографического искусства.
- 2000 — Независимая премия «Тарлан» в номинации «НОВОЕ ИМЯ — НАДЕЖДА».